# ایرولا
ایرولا (به ایتالیایی: Airola) یک سکونتگاه مسکونی در ایتالیا است که در استان بنونتو واقع شده‌است.

## خصوصیات
ایرولا ۱۴٫۵ کیلومترمربع مساحت و ۷٬۸۶۰ نفر جمعیت دارد و ۲۷۰ متر بالاتر از سطح دریا واقع شده‌است.